# Jean Kevers
Jean Kevers, né le 8 avril 1924 à Bulungu (Congo belge) et mort le 8 octobre 2001 à Tournai (Belgique), est un homme politique belge.

## Biographie

### Jeunesse, études et engagements
Jean Kevers naît à Bulungu au Congo le 8 avril 1924 et effectue ses études en Belgique. Pendant la Seconde Guerre mondiale, alors qu'il est encore étudiant au collège Saint-Augustin à Enghien, il s'engage dans la Résistance et devient volontaire de guerre dans les derniers mois du conflit. Après la Libération, il travaille au Congo dans l'Ordre judiciaire de 1945 à 1961. À la suite de l'indépendance du Congo en 1960, il retourne en Europe et devient professeur dans l'enseignement catholique à Leuze, où il s'établit, de 1961 à 1979.

### Carrière politique
Jean Kevers est élu conseiller communal PSC de Leuze en octobre 1964. Il devient échevin du « grand Leuze » de 1977 à 1982 et ne cherche pas à se faire réélire en octobre 1982. Il fait son entrée au Sénat en mars 1968, à la suite de la crise du « Walen buiten ». Il est un acteur-clé dans la négociation de la première réforme institutionnelle et siège au Conseil culturel de la Communauté française de Belgique à partir de décembre 1971.
Pendant la législature 1974-1977, il participe au vote de la loi du 1er août 1974 qui met en place une régionalisation préparatoire. Il participe également aux travaux du Conseil régional wallon provisoire, de novembre 1974 à mars 1977. En tant que sénateur, il est impliqué dans diverses coalitions et joue un rôle dans la résolution des problèmes socio-économiques et institutionnels de la Belgique. Il est vice-président et questeur au Sénat.

### Fin de carrière
Jean Kevers met fin à sa carrière de sénateur en 1985, après avoir participé aux travaux du Conseil régional wallon jusqu'à cette année-là. Il meurt le 8 octobre 2001 à Tournai, à l'âge de 77 ans.

## Positions occupées
- Conseiller communal de Leuze (1965-1982)
- Sénateur (1968-1985)
- Membre du Conseil régional wallon provisoire (1974-1977)
- Échevin (1977-1982)
- Membre du Conseil régional wallon (1980-1985)